# Discoveries
Discoveries – drugi album studyjny polskiego zespołu deathmetalowego Esqarial. Wydawnictwo ukazało się w 2001 roku nakładem wytwórni muzycznej Empire Records Nagrania zostały zarejestrowane, xmiksowane i zmasterowane we wrocławskim Fonoplastykon Studio pomiędzy czerwcem 2000 a kwietniem 2001 roku.

## Lista utworów
Opracowano na podstawie materiału źródłowego.
1. „World in Flames” (sł. Susie Kemmer, muz. Marek Pająk) – 05:12
2. „Kill All of Them” (sł. Susie Kemmer, muz. Marek Pająk) – 04:12
3. „Travel in Past” (muz. Marek Pająk) – 04:33 (utwór instrumentalny)
4. „Sacred War” (sł. Susie Kemmer, muz. Marek Pająk) – 06:11
5. „Nightmare” (sł. Panek, muz. Marek Pająk) – 05:09
6. „Unreal” (sł. Susie Kemmer, muz. Marek Pająk) – 03:23
7. „Atlantis” (sł. Susie Kemmer, muz. Marek Pająk) – 06:43
8. „New Land” (muz. Marek Pająk) – 01:41 (utwór instrumentalny)
9. „True Lies” (sł. Susie Kemmer, muz. Marek Pająk) – 04:13
10. „Guitar Explosions” (muz. Marek Pająk) – 07:23 (utwór instrumentalny)